# Список регионов Нунавута
Канадская территория Нунавут состоит из трёх регионов. Все они, как и сам Нунавут, были образованы 1 апреля 1999 года.

## Список регионов
| Название                                                            | Площадь, км² | Население 2021 (2016) | Плотность, чел./км² | Крупнейшие НП Адм. центр выделен жирным                     | На карте Нунавута | Ссылки |
| ------------------------------------------------------------------- | ------------ | --------------------- | ------------------- | ----------------------------------------------------------- | ----------------- | ------ |
| Кикиктани англ. Qikiqtaaluk Region фр. Qikiqtaaluk инуктитут ᕿᑭᖅᑖᓗᒃ | 970 554,6    | 19 355 (18 988)       | 0,020               | Икалуит, Иглулик, Понд-Инлет, Пангниртунг, Кейп-Дорсет      |                   |        |
| Киваллик англ. Kivalliq Region фр. Kivalliq инуктитут ᑭᕙᓪᓕᖅ         | 434 331,2    | 11 045 (10 413)       | 0,025               | Ранкин-Инлет, Арвиат, Бейкер-Лейк, Корал-Харбор, Репалс-Бей |                   |        |
| Китикмеот англ. Kitikmeot Region фр. Kitikmeot инуктитут ᕿᑎᕐᒥᐅᑦ     | 432 108      | 6458 (6543)           | 0,015               | Кеймбридж-Бей, Куглуктук, Йоа-Хейвен, Талойоак, Кугаарук    |                   |        |